# The Lennon Sisters
The Lennon Sisters (Сестри Леннон) — американський вокальний гурт, спочатку квартет з чотирьох сестер Діани, Пеггі, Кеті і Джанет Леннон.

## Історія
На момент дебюту на телевізійній програмі «The Lawrence Welk Show» в переддень Різдва, 24 грудня 1955 року їм було відповідно 16, 14, 12 і 9 років. В той день Лоренс Велк представив їх і перерахував, скільки кому років. Потім сестри заспівали пісню «He».
На цьому популярному телешоу Лоренса Велка на телеканалі «ABC» вони з 1955 по 1968 рік були регулярним, щотижневим зоряним актом. Також квартет виступав з концертами по всій країні, як з Оркестром Лоренса Велка, так і сам по собі. Група багато разів потрапляла в американські чарти «Cash Box» і «Білборд». Першим же їх хітом стала в 1956 році кавер-версія пісні «Tonight You Belong to Me», що досягла 15 місця в «Billboard Top 100» (з 1958 р «Hot 100»). Із записаних групою пісень можна також виділити дитячу пісеньку в стилі мамбо «Mickey Mouse Mambo».

## Склад
- Каті (англ. Kathy Lennon нар. 2 серпня 1943) — з 1955 року
- Джанет (англ. Janet Lennon нар. 15 червня 1946) — з 1955 року
- Мімі (англ. Mimi Lennon нар. 16 жовтня 1955) — з 1992 року

- Діана (Дайан,англ. Dianne Lennon нар. 1 грудня 1939) — в 1955—1960 і 1964—2001
- Пеггі (англ. Peggy Lennon нар. 8 квітня 1941) — в 1955—1999

## Нагороди та титули
У 1987 році The Lennon Sisters були удостоєні зірки на Голлівудській алеї слави. У 2001 році гкрт був прийнятий до Зали слави вокальних гуртів.